# حفنة تراب (فلم فلسطيني)
حفنة تراب هو فيلم وثائقي فلسطيني عُرِضَ عام 2008 في القدس من إخراج ساهرة درباس ومدته 52 دقيقة، عُرض باللغة العربية ومترجم إلى الإنجليزية، تم تصويره في حيفا والطيرة ورام الله والأردن وسوريا، يوثق الفيلم كيف انتقل التاريخ الشفوي الفلسطيني من جيل النكبة للفلسطينيين اللاجئين الذين يقنطون في رام الله والأردن وسوريا وحيفا، فما زال بعضهم حتى اليوم يحتفظون بحفنة من تراب قريتهم إلى الأجيال الجدبدة.

## القصة
تأخذنا المخرجة ساهرة مع عدة أشخاص "لاجئين فلسطينيين" في رحلة تستند على الذاكرة الشفوية لإعادة رسم ملامح المكان كما كان قبل ستين عاماً. رحلتها الأولى مع محمد حجير إلى ما تبقى من قرية الطيرة في حيفا، وما تبقى من البيت والحارة والمدرسة والجامع والمقبرة. الرحلة الثانية مع عجوز فلسطينية من أهالي الطيرة، استطاعة العودة عبر مهربين أمكن لهم نقلها من أقصى شمال سوريا إلى طيرة حيفا، فهي تمثل حالة استثنائية فردية للعودة على الرغم مما جرى في النكبة عام 1948، كما بات من يطالبها بحفنة من تراب القرية منهم من يحتفظ بها كذكرى لرائحة الوطن ومنهم من يحتفظ بها إلى مثواه الأخير في القبر. تستمر أحداث الفيلم وقصصه مع اللاجئين وحقهم بالعودة ومناقشة اختلاف آرائهم.